# Third Single
Third Single, a cui spesso si fa riferimento con il titolo Bigbang 03 o B I G B A N G 0 3 è il terzo singolo della boy band sudcoreana Big Bang, pubblicato dalla YG Entertainment il 21 novembre 2006. Il brano principale presente nel singolo è Forever with You. Il singolo è riuscito ad arrivare sino alla settima posizione dei singoli più venduti in Corea.

## Tracce
CD singolo
1. Victory (Intro)
2. Bigbang
3. Forever With You (featuring Park Bom)
4. Good Bye Baby
5. 웃어본다 (Useo Bonda, Try Smiling) (Kang Dae-sung Solo)

## Classifiche
| Classifica (2007) | Posizione massima |
| ----------------- | ----------------- |
| Corea del Sud     | 7                 |